# Грајлинг
Грајлинг (њем. Greiling) општина је у њемачкој савезној држави Баварска. Једно је од 21 општинског средишта округа Бад Телц-Волфратсхаузен. Према процјени из 2010. у општини је живјело 1.421 становника. Посједује регионалну шифру (AGS) 9173127.

## Географски и демографски подаци
Грајлинг се налази у савезној држави Баварска у округу Бад Телц-Волфратсхаузен. Општина се налази на надморској висини од 706 метара. Површина општине износи 7,6 km². У самом мјесту је, према процјени из 2010. године, живјело 1.421 становника. Просјечна густина становништва износи 186 становника/km².